# Rut Brandt
Rut Brandt, nata Rut Hansen (Hamar, 10 gennaio 1920 – Berlino, 28 luglio 2006), è stata una scrittrice tedesca di origini norvegesi, ed è stata la seconda moglie dell'ex cancelliere federale Willy Brandt.

## Biografia
Dopo aver lavorato in Norvegia in una pasticceria e nello studio di un sarto, all'età di sedici anni si unì ad un gruppo di giovani socialisti, che svolse attività politica contro l'occupazione tedesca durante la seconda guerra mondiale. Nel 1942, fuggì in Svezia con una delle sue sorelle, dove conobbe il suo primo marito Ole Olstadt Bergaust, che morì nel 1946. Nel 1944 Hansen conobbe Willy Brandt, e la coppia si sposò nel 1948. Dalla loro unione nacquero tre figli Peter (1948), Lars (1951) e Matthias (1961).
Quando Willy Brandt divenne cancelliere nel 1969, Rut Brandt era al suo fianco e ricoprì il ruolo di Kanzlergattin, cosa che la rese molto popolare fra i cittadini. Tuttavia, quando Brandt nel 1979 fu coinvolto in una relazione extraconiugale con Brigitte Seebacher (che in seguito diverrà la sua terza moglie), fu proprio Rut Brandt a chiedere il divorzio, che arrivò nel 1980. Quando Brandt morì nel 1992, Brigitte Seebacher-Brandt non permise a Rut di partecipare ai funerali, una decisione che non fu ben accolta dal popolo tedesco.

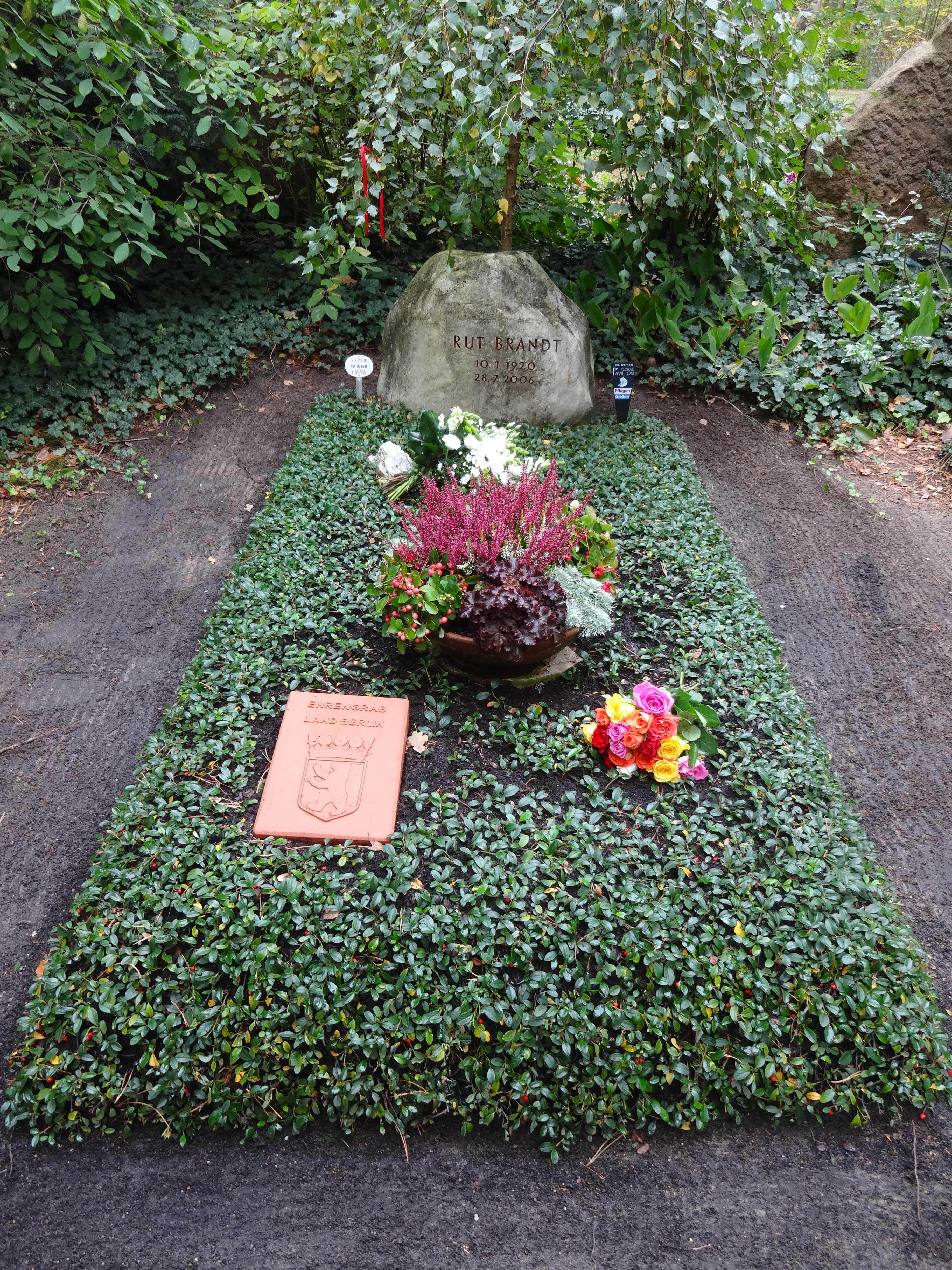
Tomba di Rut Brandt

Rut Brandt morì il 28 luglio 2006 a Berlino all'età di ottantasei anni.

## Opere
- Freundesland. Erinnerungen. (1992) ISBN 978-3455084436
- Wer an wen sein Herz verlor. Begegnungen und Erlebnisse. (2001) ISBN 978-3471794616